# Braderochus dentipes
Braderochus dentipes là một loài bọ cánh cứng thuộc họ Xén tóc.